# Anyphaenoides hilli
Espèce
Anyphaenoides hilli est une espèce d'araignées aranéomorphes de la famille des Anyphaenidae.

## Distribution
Cette espèce est endémique de Colombie. Elle se rencontre dans les départements de Putumayo et de Caquetá.

## Description
Le mâle holotype mesure 6,10 mm.

## Étymologie
Cette espèce est nommée en l'honneur de David E. Hill.

## Publication originale
- Martínez, Brescovit & Martínez, 2018 : Five new species of the ghost spider genus Anyphaenoides Berland from Colombia (Araneae: Anyphaenidae: Anyphaeninae). Zootaxa, no 4425(2), p. 357-371.